# Assedio di Piacenza (1447)
L'assedio di Piacenza fu un episodio militare che si svolse tra il 1 ottobre e il 16 novembre 1447 nell'ambito delle Guerre di Lombardia. Le truppe al comando di Francesco Sforza, fedeli all'Aurea Repubblica Ambrosiana, assediarono la città di Piacenza tenuta dalla fazione favorevole ai veneziani.

## Storia

### Antefatti
In seguito alla morte di Filippo Maria Visconti, duca di Milano, nell'agosto del 1447, in molte città precedentemente sottoposte al dominio visconteo scoppiarono tumulti. A Piacenza ebbe la meglio il partito guelfo, supportato dai tre quarti della città, che cacciò gli Anguissola, fedeli ai milanesi e inviò messi ai veneziani affinché ne prendessero possesso. Questi inviarono una guarnigione di 2 000 fanti e altrettanti cavalieri comandata da Taddeo d'Este e scelsero Gherardo Dandolo quale nuovo governatore. Il contado piacentino restò però fedele alla Repubblica Ambrosiana, con l'eccezione del borgo fortificato di Vigoleno, governato da Alberto Scotti.

### Assedio
Il 30 settembre l'esercito di Francesco Sforza, dopo aver costruito un ponte in legno sul Po nel cremonese, passò nel piacentino e il giorno successivo si accampò a due miglia dalla città. Con i suoi 20 000-25 000 abitanti Piacenza era allora la terza città più popolosa del Ducato dopo Milano e Cremona, possedeva cinque cittadelle fortificate ed era protetta da una cinta muraria di sei chilometri munita di numerose torri e provvista di un doppio fossato. Lo Sforza si informò sulle caratteristiche della città (abitanti, fortificazioni, difensori, viveri) venendo a sapere che gli uomini che la difendevano erano in numero comparabile a quello del suo esercito e che avevano a disposizione viveri a sufficienza per sostenere un lungo assedio; come se non bastasse era già ottobre e presto le piogge avrebbero reso ancor più difficoltoso l'assedio. La situazione sfavorevole tuttavia non bastò per fermare l'ambizione del condottiero. La fanteria sotto il diretto comando dello Sforza fu schierata presso il borgo di San Lazzaro, che sorgeva lungo la via Emilia a partire dall'omonima porta nella parte sud-orientale della città; la cavalleria fu disposta mezzo miglio più indietro in modo che nello spazio tra le due fosse possibile ordinare le schiere in caso di necessità. Dopo avergli inviato alcune squadre sforzesche, ordinò poi a Carlo Gonzaga di adottare la stessa disposizione presso Porta Fausta, che sorgeva nella parte nord della città, presso la Cittadella Viscontea (detta anche Cittadella Vecchia) ed affacciata verso il Po. Le truppe del Piccinino e di Astorre Manfredi furono schierate presso Porta San Raimondo, a sud-ovest della città mentre quelle di Luigi Dal Verme presso la Porta di Strada Levata, ad ovest. Il terreno presente tra i quattro accampamenti fu spianato in modo che non vi fossero ostacoli ai movimenti delle truppe e alle comunicazioni, furono inoltre poste diverse sentinelle affinché non fossero colti di sorpresa da sortite nemiche. Infine a difesa del ponte sul Po vennero fatti arrivare quattro galeoni al comando dei pavesi Filippo e Bernardo Eustachi. I piacentini effettuarono numerose sortite a danno dei milanesi intenti a realizzare gli accampamenti, che diedero luogo ad alcune scaramucce con diversi morti e feriti da ambo le parti. Quando Micheletto Attendolo con le sue truppe veneziane si avvicinò alla città per cercare di sollevarla dall'assedio trovò il Po difeso dai galeoni degli Eustachi e fu costretto a tornare sui suoi passi. Non potendo attendere che la Repubblica di Venezia gli fornisse altre truppe e ritenendo difficoltoso un assalto al fine di tagliare il ponte di legno realizzato dallo Sforza sul Po, decise di marciare su San Colombano sperando in questo modo di costringere i milanesi a rinunciare all'assedio di Piacenza per soccorrere quell'importante castello. Dopo aver saccheggiato fruttuosamente le campagne pavesi e lodigiane l'Attendolo cercò di assaltare a sorpresa il castello di San Colombano ma la guarnigione si difese valorosamente costringendolo a rinunciare all'impresa dopo aver subito molte perdite. L'Attendolo si dedicò allora ad ulteriori saccheggi nel pavese e nel milanese, forzando la Repubblica Ambrosiana a chiedere allo Sforza di ritirarsi da Piacenza per soccorrerla. Il conte di Pavia chiese ai milanesi di assisterlo nella costruzione di un nuovo ponte in legno sfruttando i quattro galeoni a presidio del fiume, grazie al quale avrebbe potuto più facilmente entrare nel lodigiano e prestare loro soccorso. Sebbene lo Sforza non avesse alcuna intenzione di rinunciare all'assedio e avesse utilizzato la scusa del ponte per rabbonire i nobili che reggevano la Repubblica Ambrosiana, la nuova realizzazione spaventò l'Attendolo che, prima ancora che l'opera fosse terminata, passò il Lambro cessando le scorrerie. Tentò infine di inviare un gruppo di fanti a supporto della guarnigione di Piacenza che furono però intercettati dalle guardie sforzesche. Liberatosi dell'Attendolo, Francesco Sforza si concentrò sull'assedio. Fece disporre tre grosse bombarde nel tratto di mura posto tra Porta San Lazzaro e Porta San Raimondo con un congruo numero di soldati a custodia e ordinò loro di iniziare a batterle. Comandò inoltre che si realizzassero dei cunicoli sotterranei sufficientemente profondi da passare sotto il doppio fossato e forare la base delle mura. I difensori iniziarono a bersagliare il nemico con frecce, quadrelli e altre armi da lancio pertanto il condottiero ordinò che fossero realizzati grandi ripari per le bombarde e bastìe affinché i soldati e i genieri si potessero riparare. Alcuni dei bastioni in legno, terra e zolle d'erba dei milanesi furono abbattuti con successo dai difensori ma Taddeo d'Este, resosi conto di non poter difendere adeguatamente i due fossati, ne fece scavare un terzo ad appena due piedi dalle mura della città.

### Attacco veneziano al ponte di Cremona
Un giorno Ventura da Parma, caposquadra sforzesco, catturò un contadino piacentino che fungeva da spia e manteneva la corrispondenza tra Taddeo d'Este e Micheletto Attendolo. Francesco Sforza inizialmente volle farlo impiccare ma Ventura riuscì a convincerlo a risparmiargli la vita e a pagarlo bene a patto che passasse alle loro dipendenze informandoli su tutte le decisioni del nemico. Presto scoprirono che i veneziani avevano intenzione di inviare un altro esercito per tagliare il ponte sul Po a Cremona, che i piacentini erano al corrente che una flottiglia fluviale veneziana si era già mossa per soccorrerli, che Alberto Scotti incitava i veneziani ad invadere la campagna milanese per fare bottino e costringere lo Sforza ad abbandonare l'assedio e che l'Attendolo aveva catturato Melzo ponendovi quale castellano Antonio Ventimiglia. Le lettere furono requisite e al loro posto ne furono consegnate al contadino delle altre con il sigillo dello Sforza contenenti informazioni fuorvianti. Pochi giorni dopo gli sforzeschi vennero a sapere che il marchese di Crotone con mille fanti e altrettanti cavalieri aveva passato l'Adda a Cassano e marciava verso Cremona per tagliare il ponte di barche. Lo Sforza ordinò a Manno Barile e a Giacomo da Salerno di marciare alla volta della città per presidiarla mentre egli si imbarcò su una galea e risalì il Po. Giunto nei pressi del ponte vide che i guastatori nemici vi si stavano già avvicinando perciò ne rinforzò l'imboccatura con un distaccamento di fanteria, fece salire altri fanti sul galeone che vi era legato e fece passare il fiume dalla cavalleria. Le truppe dell'Attendolo furono sorprese dalla presenza dello Sforza che attaccò battaglia presso la piana che si trova tra la città e il fiume. Nello scontro si distinse Giovannello da Riano e infine le truppe veneziane furono respinte e costrette a ritirarsi a Crema.

### Invasione francese dell'alessandrino e dissidi con la Repubblica Ambrosiana
Pochi giorni dopo i francesi guidati da Rinaldo di Dresay per conto di Carlo di Valois-Orléans, che avevano invaso l'alessandrino prendendo possesso di diversi castelli e avevano occupato grazie al favore degli abitanti il quartiere di Bergoglio, proposero allo Sforza di passare alle loro dipendenze. Questi, pur ricordando loro di aver militato per gli Angioni, rifiutò la proposta, consigliandogli interrompere le azioni militari e ritirarsi ad Asti e di astenersi dall'attaccare Pavia e Tortona. I francesi non attaccarono le due città ma posero comunque l'assedio a Bosco Marengo pertanto la Repubblica Ambrosiana, pressata dalle richieste d'aiuto degli alessandrini, vi inviò in soccorso Bartolomeo Colleoni con 1 000 cavalieri. A rinforzo del bergamasco lo Sforza inviò Astorre Manfredi insieme a 500 cavalieri. Gli scontri si risolveranno con la vittoria milanese alla battaglia di Bosco Marengo svoltasi tra il 18 e 19 ottobre 1447 che costrinse i francesi superstiti a ritirarsi prima a Castellazzo poi ad Asti. Il 24 ottobre il Colleoni si accampò sotto le mura di Tortona (fedele agli sforzeschi) che non ricevendo aiuti due giorni dopo decise di arrendersi agli ambrosiani. In questo modo la Repubblica si prese una sorta di rivincita sullo Sforza, irritata dal fatto che fosse stato nominato ed acclamato dai pavesi quale loro conte senza il suo beneplacito. 
Nel frattempo la Repubblica Ambrosiana inviava i rifornimenti necessari per proseguire l'assedio con grande lentezza e aveva diminuito le paghe per i soldati. Presto Carlo Gonzaga e Astorre Manfredi iniziarono a radunare i carriaggi minacciando di abbandonare l'impresa mentre il Piccinino desiderava riacquistare i castelli e i borghi feudi di suo padre Niccolò che erano stati occupati dai guelfi piacentini appartenenti alle famiglie dei Fieschi, dei Landi e degli Arcelli. Francesco Sforza riuscì a convincerli a restare sfruttando il poco denaro rimasto.

### Assalto finale
Dopo un mese e mezzo d'assedio buona parte dei tratti di mura battuti dalle bombarde era crollato. Il 15 novembre rovinarono due alte torri poste presso Porta Cornelia (o Corneliana) contribuendo a riempire i fossati e creando in questo modo un ponte attraverso il quale i milanesi sarebbero potuti entrare in città. Lo Sforza colse l'occasione per indire un consiglio di guerra in cui esortò tutti i presenti ad assaltare la città per tentare di prenderla il prima possibile, prima che le condizioni atmosferiche vanificassero l'impresa. Il 16 novembre Francesco Sforza ordinò di assaltare le mura della città in contemporanea in tre punti distanti tra loro. A Carlo Gonzaga, una volta rinforzato con parte degli uomini del Dal Verme, venne affidato il compito di risalire con i galeoni la Trebbia e il Po portandosi davanti alle mura presso Porta Fausta; in quel punto infatti le mura erano della stessa altezza degli alberi delle navi. Giuntovi, avrebbe dovuto assaltare quel tratto di mura ed occupare le torri presso la porta. Al Manfredi e al Dal Verme comandò di attaccare il tratto di mura tra la Porta di Strada Levata e la Porta di San Raimondo. Egli stesso avrebbe invece attaccato presso le due torri crollate a Porta Cornelia. 
Il Gonzaga riuscì ad effettuare la manovra e diede l'assalto sia tramite scale portate dai soldati sia tramite appositi ponti di legno realizzati sulle navi che andavano ad appoggiarsi sulle mura nei punti in cui erano più basse. Ne scaturì un'aspra battaglia in cui i piacentini si difesero coraggiosamente impedendo ai fanti nemici di scalare le mura a colpi di quadrelli di balestra e lanciando sassi, pur essendo a loro volta bersagliati dai balestrieri sforzeschi posti sui galeoni. Il Manfredi e il Dal Verme eseguirono quanto ordinato, costringendo parte della guarnigione piacentina a rinforzare anche quel lato della città. Taddeo d'Este e Gherardo Dandolo si avvidero della tattica dello Sforza. Radunarono pertanto un consiglio di guerra in seguito al quale furono reclutati tutti i cittadini in grado di portare le armi e a cui fu ordinato di difendere la città senza mai abbandonare il loro posto sotto pena capitale. Poi insieme ad Alberto Scotti e ad alcuni soldati si diressero a difendere Porta Cornelia. Giunto nei pressi di quella porta, lo Sforza scelse gli uomini più robusti e pesanti e formò due schiere di cavalleria e fanteria pesante; queste ultime dovevano procedere verso il fossato con delle fascine di legno nella mano sinistra al fine di riempirlo, tenendo al contempo l'arma con la destra. Fece poi disporre i balestrieri e gli schioppettieri dietro l'argine del primo fossato e nelle torri d'assedio poste davanti alle mura affinché coprissero l'assalto della fanteria. Gli sforzeschi, funestati dai difensori con una gragnuola di pietre, cenere ardente, calce viva e acqua bollente non riuscirono a riempire il fosso con le fascine e presto si accalcarono a ridosso delle due torri crollate dove molti furono feriti o uccisi. Taddeo d'Este aveva però commesso l'errore di non far demolire la notte precedente uno stretto ponte in legno che collegava il primo fossato con alcuni ripari delle mura e su cui potevano passare solo due uomini alla volta. Gli sforzeschi ne approfittarono per occuparne l'entrata e cercare di salire sulle mura. Alberto Scotti si avvide del pericolo e dopo aver rimproverato l'Este inviò il capitano Giorgio Schiavo a tagliare il ponte. Nel frattempo un gruppo di soldati sforzeschi era già riuscito a salire sulle mura ma si trovò presto bersagliato su più fronti dalle armi da lancio nemiche e isolato dal resto dei compagni che a causa dell'intervento dello Schiavo furono costretti a ritirarsi. Fu durante questa operazione che Giovannello da Riano, percosso da un sasso, cadde morto nel fossato. Francesco Sforza, montato a cavallo, si portò da una parte all'altra della città incitando i soldati a combattere. Ordinò poi ai fanti che ancora tentavano di assaltare le mura presso Porta Cornelia di ritirarsi e chiese ad Antonio da Torino di battere con le bombarde più grosse l'angolo delle mura. I colpi sfiorarono i pennacchi dei soldati sforzeschi e riuscirono ad abbattere quel tratto di mura; uno di essi centrò Giorgio Schiavo ed alcuni soldati che gli erano vicini, facendoli a pezzi e scaraventandoli in aria. Dopo questo successo l'assalto venne rinnovato e gli sforzeschi riuscirono a salire sulle mura con più facilità ingaggiando una violenta battaglia con il nemico. Gherardo Dandolo, che aveva fatto disporre una bombarda in una depressione del terreno alla base delle mura con la quale bersagliava i fanti che vi si erano accalcati, ordinò allora ad un bombardiere di puntarla direttamente contro Francesco Sforza per ucciderlo. Il colpo di bombarda centrò in pieno il cavallo dello Sforza sfiorandogli la gamba destra e disarcionandolo violentemente. I milanesi, credendo di aver perso il proprio condottiero, accorsero atterriti presso il luogo in cui era caduto, trovandolo inzuppato dal sangue del cavallo ma illeso. Lo Sforza si rialzò, montò su un nuovo cavallo, e vedendo che alcuni suoi uomini avevano abbandonato l'assalto essendo convinti che fosse morto, li chiamò per nome esortandoli a tornare a combattere. Sulle mura si distinse il toscano Vicino, uomo d'arme di Giacomo da Salerno, che riuscì ad abbattere almeno tre nemici brandendo un mazzafrusto a tre code al quale erano legate palle di ferro chiodate. I corpi dei caduti favorirono l'assalto degli sforzeschi che vi passarono sopra conquistando il ballatoio e poi tutti i ripari su quel tratto di mura. I piacentini avevano però appostato alcune squadre di cavalleria dietro Porta Cornelia pertanto i fanti sforzeschi non ardivano scendere in città. Dal momento che il terzo fossato non era stato colmato e il passaggio dal fossato alle mura era troppo stretto, le squadre di cavalleria milanesi non potevano entrare in città per scacciarvi le nemiche pertanto lo Sforza ordinò ai soldati sulle mura di portarsi verso Porta San Lazzaro, per poi dirigersi egli stesso verso di essa. Quel tratto di mura era difeso dalle milizie cittadine, che quando videro venir contro di loro sia gli sforzeschi sulle mura che i fanti sotto di esse, abbandonarono le armi e fuggirono alle loro case. Taddeo d'Este s'avvide che ormai la città era perduta pertanto dopo essersi consigliato con il Dandolo e con lo Scotti decise di ritirarsi nella Cittadella di Sant'Antonino per evitare la cattura. Poco dopo l'ora vigesima seconda gli sforzeschi erano in possesso di quasi tutte le mura e delle porte della città e iniziarono a saccheggiarla. Il Manfredi e il Dal Verme entrarono dalla Porta di Strada Levata. Lo Sforza, giunto presso Porta San Lazzaro, incontrò inizialmente resistenza ma quando i difensori si resero conto che la città era ormai caduta gli aprirono le porte. Dirigendosi verso la Cittadella di Sant'Antonino, che si trovava a sud della città tra Porta Cornelia e Porta San Raimondo, volle tutelare le donne dal saccheggio pertanto ordinò ad alcuni fedeli soldati di presidiare i monasteri in cui si erano rifugiate per impedire che fossero saccheggiati o fossero commesse violenze. Giunto presso la Cittadella inviò un araldo da Taddeo d'Este intimandogli di arrendersi dal momento che non aveva alcuna possibilità di fuga. Questi, avendo viveri per un giorno o poco più, accettò. Ultimo tra i maggiori condottieri, anche Carlo Gonzaga entrò in città da Porta Fausta ma il suo ritardo non gli permise di ottenere il bottino sperato pertanto chiese ed ottenne dallo Sforza cinquecento cittadini, che peraltro stavano difendendo ancora una torre, al fine di poter lucrare sul loro riscatto.

### Conseguenze
La mattina del 17 novembre Taddeo d'Este si arrese insieme a tutti i suoi soldati. Gherardo Dandolo e Alberto Scotti, temendo lo Sforza, fuggirono dalla città verso Parma. Il Dandolo, essendo pingue, non fu abbastanza rapido e venne catturato a Fiorenzuola mentre lo Scotti, più esperto e con una buona guida, il giorno successivo entrò a Reggio.
Francesco Sforza, avendo assistito alle violenze commesse da alcuni dei suoi soldati, ordinò che fossero rilasciate tutte le donne catturate, che fossero puniti con l'impiccagione coloro che avevano violato i luoghi sacri o avevano commesso nefandezze violando le leggi militari, infine per comporre i dissidi e le controversie tra i soldati nominò quali giudici uomini esperti nell'arte militare e pose come loro capo Taddeo d'Este che giudicò in modo equilibrato guadagnandosi la benevolenza di molti. Taddeo dopo un mese di prigionia fu rilasciato e gli furono donati cavalli ed armi. Molti dei piacentini che avevano difeso la città vennero liberati. Vennero tuttavia catturati duecento soldati veneziani che, ignari della caduta della città, erano venuti a soccorrerla dal lodigiano a bordo di alcune piccole navi. 
In seguito a questa vittoria a Milano si indissero tre giorni di festa e processioni. Francesco Sforza rimase con i suoi soldati a Piacenza per quaranta giorni poi si spostò insieme all'esercito oltre il Po e si recò a Cremona. L'esercito veneziano, essendo ormai vicino l'inverno, si ritirò nei quartieri oltre l'Oglio e la flotta fluviale composta da trentadue galeoni attraccò a Casalmaggiore.